# La Rochelle
För andra betydelser, se La Rochelle (olika betydelser).
La Rochelle är en stad och en viktig hamn i sydvästra Frankrike, huvudort (franska: préfecture) i departementet Charente-Maritime i regionen Nouvelle-Aquitaine.

## Historia
La Rochelle omtalas första gången med namnet Rupella på 900-talet. Med Akvitanien kom den att tillfalla engelska kungahuset. 1224 erövrades La Rochelle av fransmännen men blev 1360 för några år åter engelsk. Under flera århundraden var La Rochelle därefter en av Frankrikes största sjö- och handelsstäder, med en långtgående självstyrelse. På 1530-talet vann kalvinismen insteg i staden, och La Rochelle blev snart, särskilt efter Bartolomeinatten den franska protestantismens främsta fäste. 1572-73 belägrades staden förgäves av katolikerna. Under de nya hugenottkrigen under Ludvig XIII lierade sig La Rochelle med England, men genom en damm tvärs över hamnen avskar Richelieu staden från havet och tvingade den efter ett års belägring till kapitulation. Upphävandet av Nantesiska ediktet 1685 tvingade stadens protestantiska befolkning att lämna Frankrike, varefter den förlorade sin betydelse som handelsstad.
Vid hamnen finns flera gamla befästningar från 1300- och 1400-talen, som befästningstornen La Chaine och Saint-Nicholas. Bland andra äldre byggnaden märks rådhuset från medeltiden, ombyggt i renässansstil. Katedralen, belägen vid Place de Verdun är uppförd i tung klassicerande stil från 1700-talets mitt.
Under andra världskriget fanns en av Nazitysklands ubåtsbaser i hamnen. Byggnaden finns kvar än idag och var inspelningsplats för hamnscenerna i filmen Das Boot från 1981.

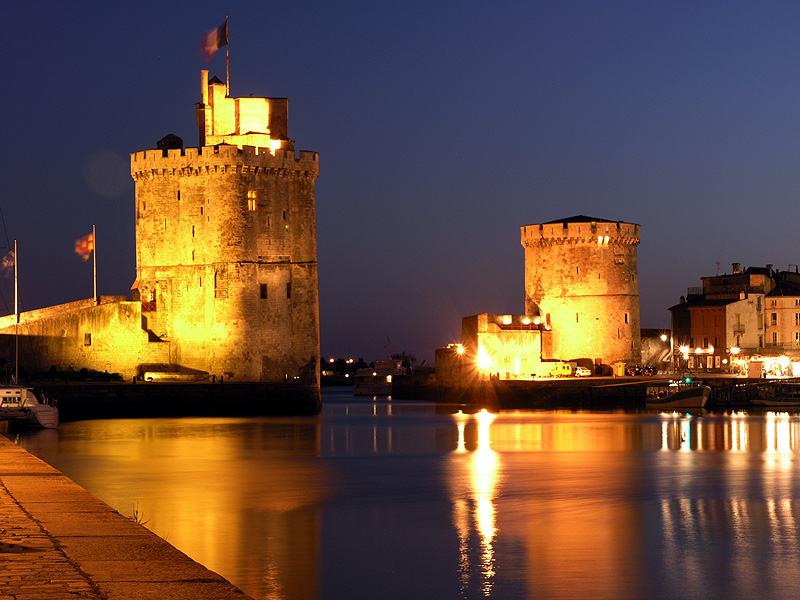
Inloppet till hamnen i La Rochelle med de två befästningstornen La Chaine och Saint-Nicholas

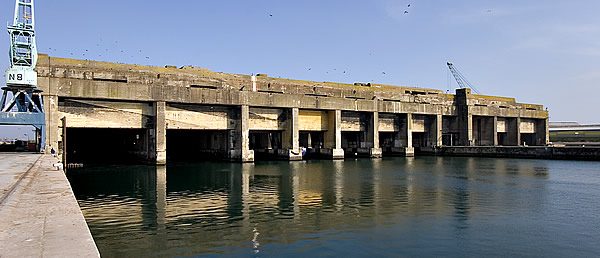
Ubåtsbasen

## Befolkningsutveckling
Antalet invånare i kommunen La Rochelle
| Referens: INSEE |

## Utbildning
- La Rochelle Business School